# Ökologismus
Der Begriff Ökologismus (auch Ökoismus) bezeichnet als Fremdzuweisung im politischen Meinungskampf eine Ideologie oder Verhaltensweisen von Individuen. Der ursprünglich aus dem englischen Sprachraum rührende Begriff (ecologism) wird dort im Sinne eines den bloßen Umweltschutz (environmentalism) deutlich übersteigenden Engagements gebraucht. Vertreter des Ökologismus erachten weitreichende Umwälzungen im Verhältnis des Menschen zur Natur für notwendig und die gegenwärtige soziale und politische Ordnung als in sich nicht fähig zur Nachhaltigkeit. Ein Teil dieser Überzeugung spiegelt sich in den Positionen der Tiefenökologie wider.
Bei der Übertragung ins Deutsche wurde die Verwendung als abwertende Fremdbezeichnung vorherrschend, die unterstellt, Belange der Umwelt sowie einer Politischen Ökologie würden über andere wichtige menschliche Belange gestellt.
Als ökologistisch werden auch Verhaltensweisen bezeichnet, von denen angenommen wird, lediglich der Wille, „etwas zu tun“ (Aktionismus), und nicht ein wirklicher Nutzen im Sinne der Ökologie stehe im Vordergrund des Handelns. Während der Umweltnutzen oft nur angenommen werde oder andere Verhaltensweisen kompensieren solle, überwiege der Wunsch nach einem „guten Gefühl“ und moralischer Überlegenheit (beispielsweise wenn einerseits ein Passivhaus bewohnt, andererseits aber ein SUV gefahren oder etwa Ökostrom bezogen wird, ohne zu wissen, ob das anbietende Unternehmen tatsächlich in den Ausbau Erneuerbarer Energien investiert).

## Ökologismus als politische Ideologie
Nach dem Politikwissenschaftler Andrew Dobson erfüllt der Ökologismus alle Charakteristika einer politischen Ideologie und sollte daher in einer Reihe mit anderen etablierten Ideologien wie Konservatismus, Liberalismus oder Sozialismus gesehen werden. Wie diese anderen Ideologien biete auch Ökologismus eine analytische Beschreibung der Gesellschaft, setze eine bestimmte wünschenswerte Form von Gesellschaft voraus und enthalte eine Programmatik für politisches Handeln. Michael Kenny bezeichnet Ökologismus ebenfalls als Ideologie. Er betont jedoch, dass Grüne diesen Begriff ablehnen, und sieht dies im Zusammenhang damit, dass Ideologiekritik zu einer der Wurzeln ihrer Bewegung zählt. Für den Historiker Joachim Radkau ist nach dem Niedergang des Sozialismus „der Ökologismus weltweit als einzige ideologische Alternative zur absoluten Hegemonie des privaten Gewinn- und Konsumstrebens übrig geblieben“.

## Ansätze und Kritik einer spezifischen Umwelt- und Verantwortungsethik
Eugen Drewermann sieht in der christlich-jüdischen Schöpfungsüberlieferung bereits einen Anthropozentrismus, der zwangsläufig zu Umweltzerstörung und Gewalt führe. Auch manche Vertreter eines rigide auf die Erhaltung natürlicher Gleichgewichtszustände ausgerichteten Denkens wenden sich gegen einen dem entgegenstehenden Anthropozentrismus. Kritisiert wird, dass seit Beginn der Moderne der Mensch zunehmend als ein von ökologischen und teilweise sogar sozialen Zusammenhängen isoliertes Wesen wahrgenommen worden sei. Auch das besonders in der wissenschaftlichen Forschung dominierende betont rationale Denken habe zu einer Instrumentalisierung der Natur für menschliche Zwecke geführt.
Zur Überwindung des Anthropozentrismus und der damit einhergehenden Umweltkrise wurde eine spezifische Umweltethik entwickelt, die ein neues Wertesystem und ein neues Verständnis von der Eingebundenheit des Menschen in die Ökologie vorsieht. Dieser Ansatz setzt darauf, dass eine Veränderung gesellschaftlicher Grundwerte mit verändertem Verhalten einhergeht. Der Philosoph Hans Jonas prägte in diesem Zusammenhang in Anlehnung an Immanuel Kants kategorischen Imperativ Anfang der 80er Jahre den Begriff des ökologischen Imperativs, der besagt:

„Handle so, daß die Wirkungen deiner Handlungen verträglich sind mit der Permanenz echten menschlichen Lebens auf Erden.“

Die Zivilisation, so Jonas’ Botschaft, steuere auf ihre Selbstvernichtung zu. Alle Menschen seien aufgerufen, Verantwortung zu übernehmen und sich der drohenden Zerstörung entgegenzustellen.
Heidbrink konstatiert ein Ausbleiben ökologischer Katastrophen und eine neue Unübersichtlichkeit. Er hält die Rede vom „Prinzip Verantwortung“ mehr für ein Symptom „normativer Ratlosigkeit“, welche nicht verhindert habe, dass die Verantwortung für notwendiges eigenes Handeln zunehmend an Experten bzw. staatliche Autoritäten delegiert wurde. Verantwortung müsse sich aber ihrer Bedingungen und Grenzen bewusst sein. Die Zuschreibung von Verantwortung müsse gesellschaftlichen Regeln folgen, die Risiken verantwortbar, das heißt einschätzbar und versicherbar machten.

## Wirtschaftliche Auffassungen im Widerstreit
Murray Bookchin betonte, die Existenz von Menschen an sich sei keine Ursache für Umweltzerstörung, sondern sah das Problem in bestimmten sozialen und ökonomischen Strukturen, insbesondere im Kapitalismus. Bookchin trug mit seinen Schriften zur Entwicklung des Öko-Anarchismus bei. Jonathon Porritt nähert sich demgegenüber dem klassischen Umweltschutz und Vorstellungen von einer grünen Marktwirtschaft an.

## Der Ökologismus aus Sicht seiner Kritiker
Kritik gegen den Ökologismus richtet sich vor allem gegen Elemente, die als romantizistisch oder quasireligiös wahrgenommen werden. Der Evolutionsbiologe und Ökologe Josef H. Reichholf hält die Vorstellung von einem „Gleichgewicht der Natur“ für den grundlegenden Irrtum eines „religiösen Ökologismus“, da Ökosysteme immer im Fluss seien. Alles im Gleichgewicht befindliche sei leblos, tot.
Auch Umweltaktivisten wie Claude Martin, ehemaliger Generaldirektor des WWF, warnen vor ökologistischen Strategien, die die eigenen Handlungsmöglichkeiten stark einschränken und Dialog und Kooperation von vornherein ausschließen würden.